# De Schans (Halsteren)
De Schans is de jongste wijk van Halsteren (gemeente Bergen op Zoom) en is sterk in ontwikkeling.
Het betreft een uitbreiding in noordoostelijke richting. De Wouwseweg en de Schansbaan ontsluiten de wijk. Recentelijk is de Brede School de Rondsel geopend en vormt nu met de binnensportvoorziening en de leervoorziening de spil van de wijk. De Schans wordt ingesloten tussen het bedrijventerreintje aan de Wouwseweg en bedrijventerrein Oude Molen.

## A4
Aan de oostkant van de wijk ligt sinds 2007 de A4. Deze weg heeft de drukke (en inmiddels opgeheven) N259 (Halsterse-/Steenbergseweg) ontlast.

## Openbaar vervoer
De wijk De Schans heeft busverbindingen met Bergen op Zoom, Steenbergen en Rotterdam.
| Busvervoer Rode Schouw-Halsteren | Busvervoer Rode Schouw-Halsteren | Busvervoer Rode Schouw-Halsteren | Busvervoer Rode Schouw-Halsteren |
| -------------------------------- | -------------------------------- | -------------------------------- | -------------------------------- |
| Lijn                             | Route                            | Vervoerder                       | Bustype                          |
| 360                              | Rotterdam - Putte                | Arriva                           | Bravodirect                      |
| 361                              | Oud Gastel - Ossendrecht         | Arriva                           | Bravodirect                      |